# Marco Kröger
Marco Kröger (Berlino, 14 agosto 1963) è un doppiatore e attore tedesco.

## Biografia
Ha prestato la sua voce a Patrick Stella in SpongeBob; il 29 maggio 2011, è stato annunciato che è stato licenziato come doppiatore da MTV perché aveva chiesto un risarcimento all'emittente a seconda dell'importo guadagnato dalla serie. È stato sostituito da Fritz Rott nel suo ruolo.
Suo figlio, David-Benedict Kröger è anch'egli un doppiatore.

## Filmografia

### Televisione
- Ein Fall für TKKG - serie TV (1985-1987)

## Doppiaggio

### Film
- Vin Diesel in Salvate il soldato Ryan
- Liev Schreiber in Scream, Scream 2, Phantoms, Scream 3, Kate & Leopold, Al vertice della tensione, The Manchurian Candidate, Omen - Il presagio, The Ten, Defiance - I giorni del coraggio, X-Men le origini - Wolverine, Repo Men, Comic Movie, The Bleeder - La storia del vero Rocky Balboa
- Idris Elba in Thor, Thor: The Dark World, Avengers: Age of Ultron, Thor: Ragnarok, Avengers: Infinity War
- Donnie Wahlberg in Il signore dello zoo
- John DiMaggio in Transformers 4 - L'era dell'estinzione
- Bill Camp in Joker
- Spencer Wilding in Dungeons & Dragons - L'onore dei ladri

### Film d'animazione
- Patrick Stella in SpongeBob - Il film
- John in WALL•E
- Bandito Bill in Rango
- Big Bob Pataki in  Hey Arnold! Il film della giungla

### Serie televisive
- Michael T. Weissin Jarod il camaleonte
- Liev Schreiber in Il giovane Hitler
- Glenn Thomas Jacobs in Smallville
- Wendell Pierce in The Wire, Treme
- Ricardo Antonio Chavira in Desperate Housewives
- Eric Dane in The Last Ship
- Ryan Hurst in The Walking Dead
- Peter Macon in The Orville
- Iain Glen in Titans

### Serie televisive d'animazione
- Capitan Uncino in Nel covo dei pirati con Peter Pan
- Guldo in Dragon Ball Z
- Haruta in Jeanne, la ladra del vento divino
- Creeper in Batman
- Patrick Stella in SpongeBob
- Chip & Skip in Camp Lazlo
- Mr. Cubbins in Sally Bollywood
- Jimmy Falcone in Fugget About it
- Uncle Grandpa in Uncle Grandpa
- Remington Tufflips in Sanjay and Craig
- Ulrich von Ungemütlich in LEGO Ninjago
- Grimlock in Transformers: Robots in Disguise
- Robotus in Inside Job